# Eisenbahnunfall des Old 97 in Danville

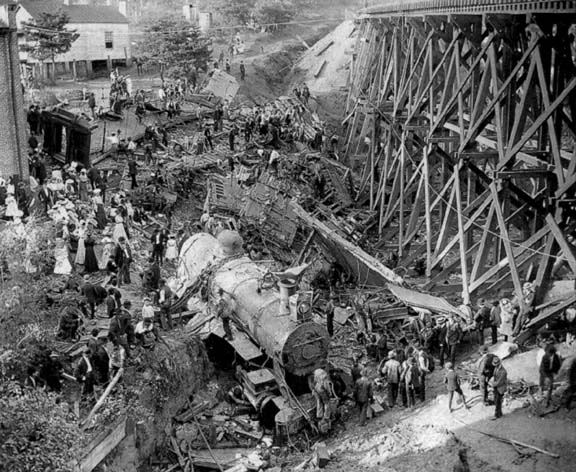
Foto des Unfalls

Der Old 97 war ein Zug der Southern Railway, der auf der Strecke von Monroe im US-Bundesstaat Virginia nach Spencer in North Carolina verkehrte und am 27. September 1903 am Stillhouse Trestle in der Nähe von Danville verunglückte.

## Unfallhergang
Die Southern Railway hatte einen Vertrag mit der U.S. Mail, der unter anderem eine Vertragsstrafe für Verspätungen vorsah. Der Zug hatte an diesem Tag von Washington kommend bereits eine Stunde Verspätung. Lokführer Joseph „Steve“ A. Broady erhielt deshalb in Monroe den strikten Befehl, den Zug pünktlich nach Spencer zu bringen. Ein eigentlich vorgesehener Zwischenstopp in Franklin Junction wurde gestrichen. Die Strecke nach Danville war unter anderem durch eine Reihe schwieriger Kurven gekennzeichnet, die auch als Langsamfahrstellen ausgewiesen waren. Beim Übergang von einer Kurve auf eine Brücke über den Cherrystone Creek sprang der Zug aus dem Gleis und stürzte in die Tiefe. Der Lokführer kannte die Strecke von früheren Fahrten mit Güterzügen und war sich nach überlieferten Aussagen gegenüber Kollegen auch der problematischen Brücke bewusst. Es war seine erste Fahrt mit einem leichten Postzug.
Im Bereich der Brücke war die Geschwindigkeit durch Beschilderung auf 15 Meilen pro Stunde (mph) beschränkt.
Die Brücke war technisch für 25 mph ausgelegt. Der Zug fuhr tatsächlich mit etwa 50 bis 60 mph. Als Unfallursache wird Versagen der Bremse infolge ungenügenden Luftdrucks und Bruch des Radreifens des mittleren Antriebsrades als Folge zu hoher Geschwindigkeit in der Kurve angenommen. Der unzureichende Luftdruck resultierte entweder aus einem Defekt der Luftpumpe oder einer zu kurzen Regenerationszeit nach vorangegangenen Bremsmanövern.  Eventuell hatte der Lokführer im Vorfeld des Unglücks das im Vergleich zu Güterzügen deutlich schlechtere Bremsverhalten des nur aus vier Wagen bestehenden Zuges falsch eingeschätzt. Zum Zeitpunkt des Unglücks hatte der Zug erst zwei Minuten Verspätung aufgeholt.
Bei dem Unfall starben elf Menschen: Joseph Andrew Broady (33, Lokführer), John Thomas Blair (37, Zugführer), A. C. Clapp (33, Heizer), John Marshall Hodge (21, 2. Heizer), J. S. Moody (30, „Flagman“) sowie einige Beamte des Railway Post Office, die in den vier Wagen mitfuhren: J. L. Thompson (36), Scott Chamber (24), Daniel P. Flory (25), Paul N. Argenbright (23), Lewis W. Spies (34, erlag am 6. Oktober 1903 den Verletzungen). Außerdem Wentworth Armistead (17), der den Zug in Lynchburg nicht mehr rechtzeitig vor der Abfahrt verlassen konnte.

## Song
Das Zugunglück inspirierte einige Songschreiber. Am 13. August 1924 spielte Vernon Dalhart den Titel Wreck of the Old 97 / The Prisoner's Song (nach der Melodie von The Ship that Never Returned) ein, von dem weitere neun Versionen für andere Plattenfirmen entstanden. Die B-Seite The Prisoner's Song erreichte nach Veröffentlichung der Single am 3. Oktober 1924 den ersten Rang der US-Hitparade. Die Single wird vielfach als der erste Millionenseller der amerikanischen Musikindustrie und damit der erste Millionenseller der Country-Musik bezeichnet. Später wurde das Lied noch von verschiedenen anderen Künstlern wie Flatt & Scruggs, Johnny Cash, Hank Snow und den Seekers aufgenommen. Die texanische Country-Band „Old 97's“ benannte sich ebenfalls nach diesem Song.

## Kurzfilm
Pacific Data Images (heute: PDI/DreamWorks SKG) fühlten sich 1989 gleichfalls von diesem Vorfall bei der Kreation von Locomotion (Steve Goldberg), eines der ersten CGI-Shorties (3D-Computergrafik-Kurzfilm) inspiriert; kinderfreundlich überwindet die kleine „Lok #9“ aber schließlich die schadhafte Brücke und erreicht pünktlich ihr Ziel.